# حازم

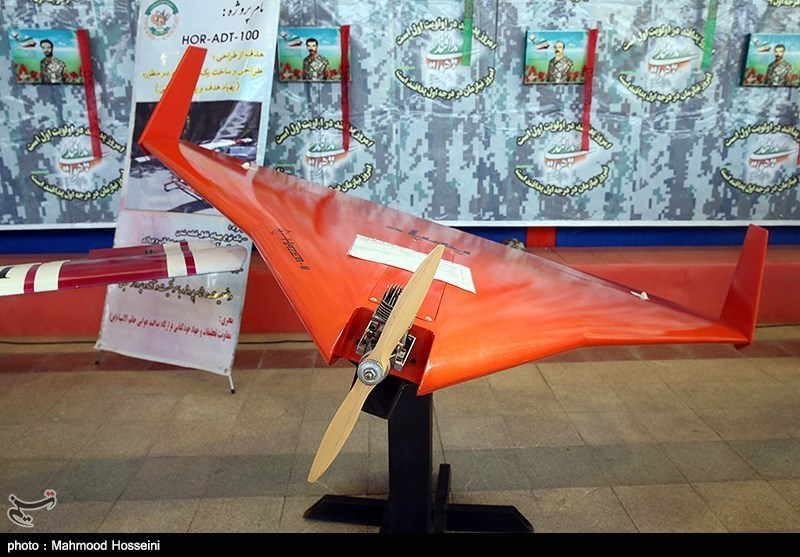
نمایی از پهپاد حازم در نمایشگاه پدافند هوایی - ۱۳۹۳

حازم یک پهپاد ساخت نیروهای مسلح جمهوری اسلامی ایران است.

## ویژگی‌ها
پهپاد حازم با قابلیت پرواز برد بلند می‌تواند برای بمباران اهداف نیز بکار گرفته شود. به گفته فرمانده قرارگاه پدافند هوایی خاتم‌الانبیا پهپاد حازم در ۳ مدل برد کوتاه، متوسط و بلند به صورت یک لایه پنهانی برای قرارگاه پدافند هوایی توسط مجموعه قرب قرارگاه و متخصصین پدافند هوایی، طراحی شد.
از این پهپاد هم در بحث هدف، هم شناسایی و هم به عنوان محمول هوایی استفاده می‌شود.
حازم همچنین به عنوان هدف برای سامانه‌های توپخانه‌ای و موشکی استفاده می‌شود. از این پهپاد در ماموریت‌های شناسایی نیز استفاده می‌گردد.
در صورت نیاز پهپاد حازم با محمول‌های انفجاری مسلح می‌شود.

## مدل‌ها

### حازم ۱
در برد بلند استفاده می‌شود

### حازم ۲
در برد متوسط استفاده می‌شود.

### حازم ۳
در برد کوتاه استفاده می‌شود

## پی‌نوشت‌ها
1. ↑  «حازم» جدیدترین پهپاد پدافندی ایران با قابلیت بمباران هوایی، خبرگزاری ترند، ۲۴ مهر ۱۳۹۱.